# Nerf supérieur du muscle subscapulaire

Dessin en perspective de face du plexus brachial droit montrant la distribution de ses troncs, faisceaux et nerfs terminaux. Noter la différence entre nerf subscapulaire et suprascapulaire.

Le nerf supérieur du muscle subscapulaire (ou nerf supérieur du sous-scapulaire) est l’un des deux nerfs moteurs innervant le muscle subscapulaire sur la face antérieure de l’omoplate (aussi dénommée scapula).

## Origine

Présentation schématique d’un plexus brachial droit vu de face. Le nerf subscapulaire supérieur (upper subscapulaire en anglais) est constitué de fibres rouges et bleues issues des racines C5 et C6 constitutives du tronc supérieur puis du faisceau postérieur. À noter le nerf subscapulaire inférieur qui émerge juste après du même faisceau.

Le nerf supérieur du muscle subscapulaire est issu du faisceau postérieur du plexus brachial en aval du nerf thoraco-dorsal, lui même issu du tronc supérieur du plexus et ses fibres proviennent des racines C5 et C6.

## Trajet
Le nerf supérieur du muscle subscapulaire descend verticalement en arrière et en dehors du faisceau postérieur du plexus brachial dont il est issu et, après un court trajet, pénètre dans le muscle subscapulaire près de son bord supérieur. Il innerve seulement la partie supérieure de ce muscle tandis que le nerf subscapulaire inférieur, issu du même faisceau, se distribue à la partie inférieure du muscle subscapulaire.

## Zone d'innervation
Nerf moteur du muscle subscapulaire qui fait partie de la coiffe des rotateurs, le nerf subscapulaire supérieur participe donc à la commande motrice de l’adduction et la rotation interne de l’épaule.

## Aspect clinique
Il n’y a pas de pathologie propre au nerf subscapulaire supérieur contrairement à ce qui est le cas avec le nerf supra-scapulaire.
La rupture du tendon subscapulaire (tendon terminal du muscle subscapulaire) n’est pas liée à une faiblesse du nerf subscapulaire supérieur.